# Богатирьов Альберт Асланович
Альберт Асланович Богатирьов (рос. Альберт Асланович Богатырёв; нар. 14 червня 1994, Черкеськ, Росія) — російський футболіст, півзахисник майкопської «Дружби».

## Життєпис
Народився 14 червня 1994 року в Черкеську. У 2-річному віці переїхав із батьками до Нальчика. Футболом розпочав займатись у віці шести років, перший тренер — Анатолій Опанасович Алдишев. У 12 років пройшов відбір у школі турецького «Фенербахче», але не зміг залишитись у команді, бо в академію брали лише з 14 років. Пізніше виступав за молодіжну команду «Спартак-Нальчик». У 2012 році перейшов у клуб чемпіонату Молдови «Олімпія», в якому провів два сезони, зіграв 42 матчі та відзначився 3-ма голами. У сезоні 2014/15 років виступав за клуб ПФЛ «Машук-КМВ». У футболці п'ятигорського клубу дебютував дебютував 10 квітня 2014 року в програному (0:2) виїзному поєдинку 24-го туру зони «Південь» Другого дивізіону проти «Краснодара-2». Альберт вийшов на поле на 64-й хвилині, замінивши Доната Джатієва. Влітку 2015 року повернувся до «Спартака-Нальчика», з яким став переможцем зони ПФЛ «Південь». У Першому дивізіоні Росії дебютував 11 липня 2016 року в поєдинку проти краснодарської «Кубані». Богатирьов вийшов на поле в стартовому складі, а на 85-й хвилині його замінив азамат Балкаров. Влітку 2017 року підписав контракт із «Тюменню».
У червні 2018 року перейшов до єреванського «Пюніка», який очолив російський тренер Андрій Талалаєв. Проте виходив на поле лише у матчах єврокубків (3 гри).
2019 року виступав у складі аматорського клубу «Кубань Холдинг» зі станиці Павловської. Влітку того ж року перейшов до СКА (Ростов-на-Дону).

## Досягнення
«Спартак-Нальчик»
- Першість ПФЛ
  -  Чемпіон (1): 2015/16 (зона «Південь»)